# Фулвио Нести
Фулвио Нести (на италиански: Fulvio Nesti) е бивш италиански футболен полузащитник.

## Отличия
- Шампион на Италия: 2

Интер: 1952-53, 1953-54